# Кирил Гоцев
Кирил Емануилов Гоцев е български телевизионен и филмов продуцент, генерален директор на Българската национална телевизия (БНТ) от 2001 до 2004 г.

## Биография
Гоцев е роден на 10 декември 1957 г. Завършва Висшия машинно-електротехнически институт в София. През 1978 г. започва работа като технически служител в Българската телевизия. С времето, заема различни длъжности и през 2002 г. е избран за генерален директор на Българската национална телевизия. От 2007 до 2009 г. е прокурист на частната телевизия ББТ.
Освен с телевизия, Кирил Гоцев се занимава професионално с фотография и с продуцентска дейност. Той е регистриран продуцент в Националния филмов център от 1997 г. Гоцев е дългогодишен преподавател в Нов български университет, където води курсове, свързани с медийни дигитални технологии.
Умира на 24 октомври 2021 г. в София.